# Metro v Jekatěrinburgu
Metro v Jekatěrinburgu, Jekatěrinburské metro (rusky Екатеринбургский Метрополитен) je síť metra pod ruským velkoměstem Jekatěrinburgem (dříve Sverdlovskem).
V současné době celý provoz tvoří pouze jediná linka (červená) s devíti stanicemi o celkové délce 12,7 km. Její součástí je také jedno depo (Depo Kalinovskoje), kde je umístěno 56 vozů typu 81-71, původem z Mytiščinského závodu. Ty jsou vypravovány ve čtyřvozových soupravách (stanice jsou konstruovány ale až na pětivozové). Rozchod kolejí v síti je 1524 mm, v roce 2013 metro přepravilo 52,4 milionů cestujících.

## Historie
Jekatěrinburg se začal během průmyslové revoluce rychle rozvíjet a časem se tak stal centrem celé oblasti Uralu. V 60. a 70. letech 20. století již byl milionovým městem a začaly také vznikat první plány na výstavbu podzemní dráhy.
Projekt vzniku systému tří linek s přestupním trojúhelníkem byl schválen roku 1980 a o dva roky později se začalo stavět. Vzhledem k rozmanitosti terénu se proto rozhodlo ke zkombinování mělkého a hlubokého založení stanic. První úsek, který však měl stanice pouze tři (Prospekt Kosmonavtov, Uralmaš a Mašinostrojtělej) se otevřel veřejnosti jako třináctý systém metra v SSSR (který existoval poté již jen několik měsíců) 26. dubna 1991.
Zatímco nově vzniklé Rusko zachvátila poté po rozpadu Sovětského svazu silná ekonomická krize, která po celé zemi výstavbu podzemních drah silně utlumila, v Jekatěrinburgu pokračovala stavba metra díky štědrým finančním injekcím prezidenta Jelcina dál (často se ale říká, že hlavním důvodem pro tento krok byl hlavně jeho původ z tohoto města). V roce 1992 se proto otevřela další jedna, a o dva roky později rovnou dvě stanice, metro tak tím svojí délku zdvojnásobilo. Další prodloužení přišlo roku 2002 v souvislosti s otevření stanice Geologičeskaja.
Od roku 2011 bylo metro prodlouženo až do stanice Botaničeskaja. Stanice Čkalovskaja byla otevřená v roce 2012.

### Chronologický přehled zprovozňování jednotlivých úseků
| Úsek                                   | Datum zprovoznění |
| -------------------------------------- | ----------------- |
| Pospekt Kosmonavtov - Mašinostroitělej | 26. dubna 1991    |
| Mašinostroitělej - Uralskaja           | 22. prosince 1992 |
| Uralskaja - Ploščaď 1905 goda          | 22. prosince 1994 |
| Ploščaď 1905 goda - Geologičeskaja     | 30. prosince 2002 |
| Ploščaď 1905 goda - Botaničeskaja      | 28. listopad 2011 |
| Čkalovskaja                            | 28. červenec 2012 |

## Stanice
- Prospekt Kosmonavtov
- Uralmaš
- Mašinostroitělej
- Uralskaja
- Dinamo
- Ploščaď 1905 goda (plánována jako přestupní)
- Geologičeskaja (plánována jako přestupní)
- Čkalovskaja
- Botaničeskaja

## Plány
Stavba stanice Bažovskaja, která měla být mezi stanicemi Geologičeskaja a Čkalovskaja, byla odložená na neurčito.
První část druhé linky by měla mít čtyři stanice. Otevření bylo původně plánováno na rok 2018, nicméně v květnu roku 2013 bylo jasné, že do roku 2018 otevření není reálné a stavba byla opět posunuta.